# Piblokto

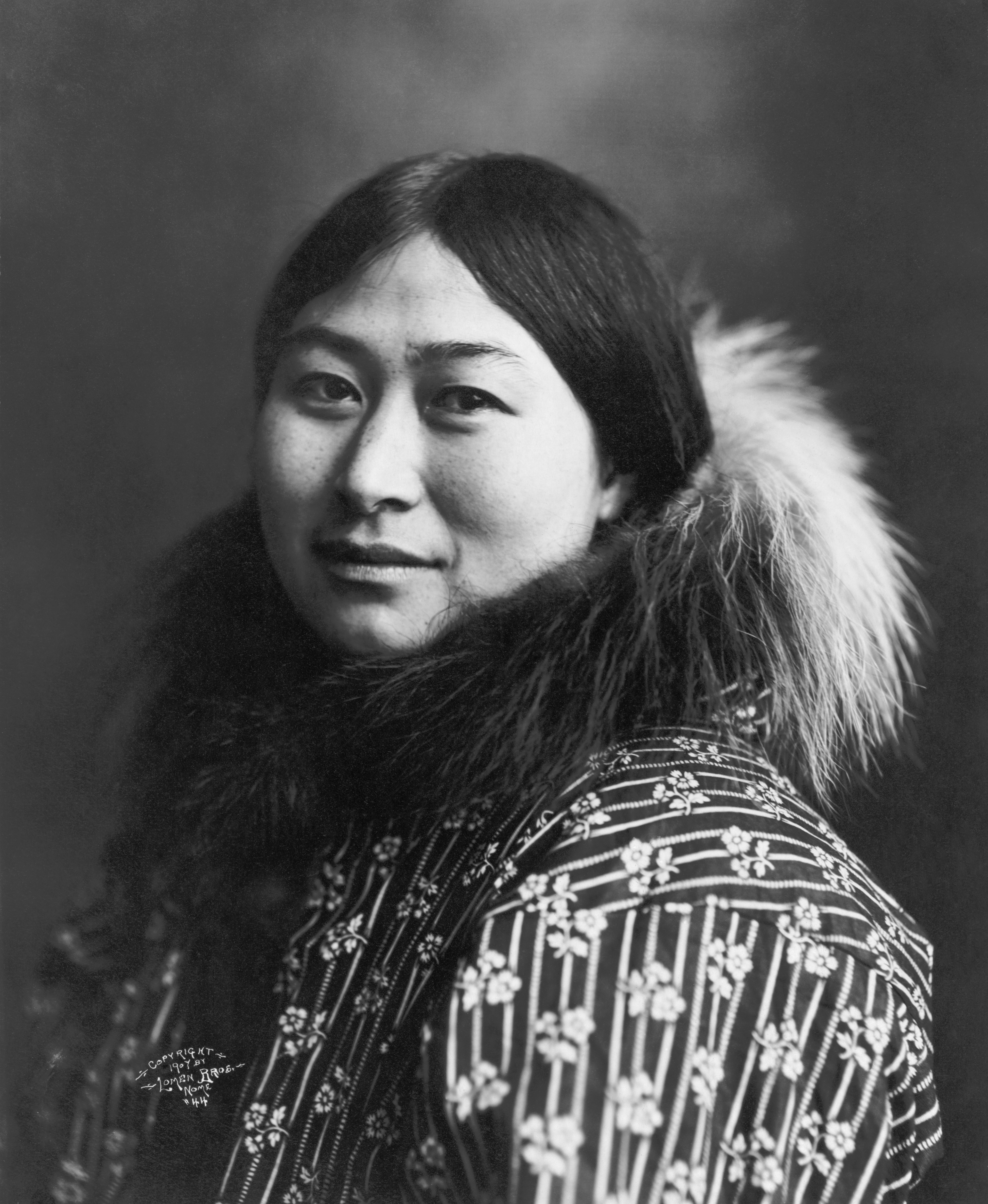
Mujer inuit (1907)

Piblokto, también conocido como pibloktoq o histeria ártica, es una condición que aparece con mayor frecuencia en las sociedades inuit (esquimales de Groenlandia) que viven dentro del círculo polar ártico. Piblokto es una reacción histérica específica de la cultura en los inuit, especialmente en las mujeres, que pueden realizar actos irracionales o peligrosos, seguidos de amnesia por el evento. Piblokto puede estar relacionado con una represión de la personalidad de las mujeres inuit. La afección aparece con mayor frecuencia en invierno. Se considera que es una forma de síndrome ligado a la cultura, aunque estudios más recientes (consulte la sección Escepticismo) cuestionan si realmente existió. Piblokto también forma parte del glosario de síndromes ligados a culturas que se encuentra en el Manual diagnóstico y estadístico de los trastornos mentales (DSM-IV).

## Historia
Piblokto se documentó por primera vez en 1892 y los informes de exploradores europeos describen el fenómeno como común a todas las regiones árticas. Los exploradores fueron los primeros en notar el piblokto. Entre ellos, el almirante Robert Peary brindó una visión detallada del desorden, durante una expedición a Groenlandia. Los actos que Peary y sus hombres presenciaron entre las mujeres inuit les habría proporcionado entretenimiento, y habiendo enviado a los hombres inuit a distintas misiones, los hombres de Peary cosecharon los beneficios sexuales de ser los únicos hombres presentes en esas comunidades. Piblokto no se limita a los pueblos indígenas. Se han encontrado informes de marineros varados durante el siglo XIX que presentaron los mismos síntomas. Se dice que el trastorno existió antes del contacto con Occidente y todavía se produce en la actualidad. Sin embargo, como se analiza a continuación, muchos académicos sostienen ahora que los trastornos ligados a la cultura a menudo pueden ser un artefacto de encuentros coloniales, y las discusiones contemporáneas sobre el piblokto en antropología médica y psiquiatría intercultural lo consideran un ejemplo de la naturaleza sospechosa de los síndromes ligados a la cultura.

## Origen
El piblokto se encuentra con mayor frecuencia en la cultura inuit, pero no se limita a ella, en las regiones polares del norte de Groenlandia. Se han informado síntomas similares en marineros europeos varados en las regiones árticas en el siglo XIX. Entre los inuit, los ataques no se consideran fuera de lo común. Actualmente no se informa ninguna teoría nativa del trastorno. Esta condición se ve con mayor frecuencia en mujeres inuit. El piblokto es más común durante las largas noches árticas.

## Síntomas
Piblokto es un episodio disociativo abrupto con cuatro fases: retraimiento social, excitación, convulsiones y estupor, y recuperación. En su libro Handbook of Cultural Psychiatry, Wen-Shing Tseng proporciona el siguiente ejemplo adaptado de Foulks:
La señora A es una mujer de 30 años que ha tenido episodios periódicos de «experiencias extrañas» en los últimos 3 años (desde la muerte de su madre). Hace tres años, en el invierno, durante su primer episodio, fue muy agresiva y trató de hacerse daño. El ataque duró unos 15 minutos y después no recordó nada al respecto. Hace dos años, tuvo su segundo ataque, que duró aproximadamente media hora, tiempo durante el cual salió corriendo de su casa hacia la nieve, arrancándose la ropa.

## Causas
Aunque no existe una causa conocida para el piblokto, los científicos occidentales han atribuido el trastorno a la falta de sol, el frío extremo y el estado desolado de la mayoría de las aldeas de la región. Una razón de este trastorno presente en la cultura esquimal puede deberse al aislamiento de su grupo cultural.
Este síndrome podría estar relacionado con la toxicidad por vitamina A (hipervitaminosis A). La dieta inuit nativa o la alimentación esquimal tradicional proporcionan fuentes ricas en vitamina A, a través de la ingesta de hígados, riñones y grasa de peces y mamíferos árticos, y posiblemente sea la causa o un factor causal. Este factor causal se manifiesta a través de alteraciones en varones, mujeres, niños y perros. La ingestión de vísceras, en particular el hígado de algunos mamíferos árticos, como el oso polar y la foca barbuda, donde la vitamina se almacena en cantidades tóxicas, puede ser fatal para la mayoría de los seres humanos.
La tradición inuit afirma que es causada por espíritus malignos que poseen a los vivos. El chamanismo y el animismo son temas dominantes en las creencias tradicionales inuit, con el angakkuq (curandero) actuando como mediador con tales fuerzas sobrenaturales. Los angakkuit usan estados de trance para comunicarse con los espíritus y llevar a cabo curaciones por fe. Existe la opinión entre los inuit de que las personas que entran en estados de trance deben ser tratadas con respeto, dada la posibilidad de que surja una nueva «revelación» como resultado. El tratamiento en los casos de piblokto generalmente implica permitir que el episodio siga su curso sin interferencias. Si bien el piblokto a menudo se puede confundir con otras afecciones (incluida la epilepsia, en las que la falta de intervención puede hacer que la víctima sufra daños) la mayoría de los casos tienden a ser más particulares.

## Escepticismo
Aunque piblokto tiene un lugar en el registro histórico y en los cánones médicos oficiales, varios investigadores y residentes del Ártico dudan de su existencia. Los fenómenos, sugieren, pueden estar más arraigados en la experiencia y el comportamiento de los primeros exploradores europeos que en los propios inuit.
En 1988, el historiador de Parques nacionales de Canadá Lyle Dick comenzó a desafiar el concepto de que el piblokto existe. Dick examinó los registros originales de los exploradores árticos europeos y los informes etnográficos y lingüísticos sobre las sociedades inuit, y descubrió que la mayoría de la especulación académica sobre piblokto no solo se basa en informes de solo ocho casos, sino también en la palabra «piblokto»/«pibloktoq». Dicha palabra no existe dentro del inuktun (el idioma inuit); Dick concluyó que posiblemente esto pudo haber sido el resultado de errores en la transcripción fonética. En un artículo de 1995 publicado en la revista Arctic Anthropology, y en su libro de 2001 Muskox land: Ellesmere Island in the Age of Contact, Dick sugiere que piblokto es un «fenómeno fantasma», que surge más de la reacción inuit a los exploradores europeos en medio de ellos.
En el mismo sentido, Hughes y Simons han descrito piblokto como una «idea general bajo la cual los exploradores agruparon varias reacciones de ansiedad inuit, expresiones de resistencia al patriarcado o coerción sexual y práctica chamánica». En pocas palabras, en lugar de entender el piblokto como un extraño fenómeno cultural, algunos estudiosos críticos ahora lo entienden como una expresión del trauma de la violencia colonial, incluida la violación. Por ejemplo, el erudito en psiquiatría transcultural Laurence Kirmayer escribe:
«La mayoría de los textos psiquiátricos completos mencionan al pibloktoq como un síndrome ligado a la cultura caracterizado por un comportamiento repentino, salvaje y errático. Recientemente, el historiador Lyle Dick recopiló todos los relatos publicados sobre pibloktoq, de los cuales solo hay unos 25. Parece que la descripción de un caso psiquiátrico transformó una situación de explotación sexual de mujeres inuit por parte de exploradores en un trastorno discreto digno de una nueva etiqueta diagnóstica. En retrospectiva, podemos ver cómo la insensibilidad al impacto de la exploración en otros pueblos distorsionó la imagen cuando no se incluyó información vital sobre el contexto social. El legado de estas anteojeras colonialistas todavía está con nosotros».